# Le Shaga
Le Shaga est une pièce de théâtre de Marguerite Duras créée le 5 janvier 1968 au Théâtre Gramont, ensemble avec yes, peut-être de la même auteure. et publiée en 1968 aux éditions Gallimard comme quatrième pièce du tome Théâtre II.
En 2011, Claire Deluca qui a participé à la création de cette pièce, la met en scène et la joue à l'Athénée Théâtre Louis-Jouvet avec Jean-Marie Lehec et Karine Martin-Hulewicz.

## Résumé
Dans un endroit qui semble être la cour d'un asile, deux femmes "A" et "B", et un homme du nom "H" entament un dialogue absurde. La femme "B" s'est mise le jour même à parler en une langue fictive qu'elle appelle le Shaga. Il ne reste dans son discours que quelques bribes de la langue française, mais ses interlocuteurs commencent à la comprendre de mieux en mieux.

## Distribution à la création
- mise en scène : Marguerite Duras
- Claire Deluca
- Marie-Ange Dutheil
- René Erouk

## 1995Comédie-Française,Théâtre du Vieux-Colombier
- mise en scène Christian Rist
- Catherine Hiegel
- Muriel Mayette
- Olivier Dautrey